# 2. česká národní hokejová liga 1992/1993
2. česká národní hokejová liga 1992/1993 byla 16. ročníkem jedné ze skupin československé třetí nejvyšší hokejové soutěže, druhou nejvyšší samostatnou v rámci České republiky (po 1. lednu už samostatné České republiky). Po rozpadu Československa soutěž plynule přešla v 2. českou hokejovou ligu.

## Systém soutěže
32 týmů bylo rozděleno do čtyř osmičlenných regionálních skupin. Ve skupinách se všech 8 klubů utkalo čtyřkolově každý s každým (celkem 28 kol). První dva týmy z každé skupiny postupovaly do kvalifikace o 1. ligu.
Celky na posledních místech každé skupiny a dva celky z předposledních míst s nejmenším počtem bodů sestoupily do krajských přeborů.

## Základní část

### Skupina A
| Poř. | Tým                      | Z  | V  | R | P  | VB  | OB  | B  |
| ---- | ------------------------ | -- | -- | - | -- | --- | --- | -- |
| 1.   | TJ Slovan Ústí nad Labem | 28 | 21 | 4 | 3  | 157 | 72  | 46 |
| 2.   | KLH VT VTJ Chomutov      | 28 | 16 | 5 | 7  | 130 | 81  | 37 |
| 3.   | HC Slavia Karlovy Vary   | 28 | 14 | 7 | 7  | 132 | 98  | 35 |
| 4.   | HC Slovan Louny          | 28 | 15 | 4 | 9  | 116 | 101 | 34 |
| 5.   | TJ Baník Most            | 28 | 11 | 3 | 14 | 117 | 134 | 25 |
| 6.   | VTJ Mělník               | 28 | 8  | 5 | 15 | 89  | 126 | 21 |
| 7.   | I. ČLTK Praha            | 28 | 5  | 4 | 19 | 87  | 148 | 14 |
| 8.   | HC ČKD Slaný             | 28 | 5  | 2 | 21 | 74  | 142 | 1  |

### Skupina B
| Poř. | Tým                      | Z  | V  | R | P  | VB  | OB  | B  |
| ---- | ------------------------ | -- | -- | - | -- | --- | --- | -- |
| 1.   | TJ Lokomotiva VčS Beroun | 28 | 18 | 5 | 5  | 167 | 93  | 41 |
| 2.   | TJ ZVVZ Milevsko         | 28 | 16 | 6 | 6  | 123 | 80  | 38 |
| 3.   | HC Konstruktiva Praha    | 28 | 16 | 5 | 7  | 138 | 97  | 37 |
| 4.   | VTJ Jitex Písek          | 28 | 15 | 5 | 8  | 128 | 76  | 35 |
| 5.   | TJ VS Tábor              | 28 | 10 | 6 | 12 | 113 | 126 | 26 |
| 6.   | VTJ Baník Příbram        | 28 | 9  | 3 | 16 | 95  | 131 | 21 |
| 7.   | TJ Škoda Rokycany        | 28 | 7  | 3 | 18 | 99  | 169 | 17 |
| 8.   | VTJ TJ ZS Klatovy        | 28 | 3  | 3 | 22 | 65  | 156 | 9  |

### Skupina C
| Poř. | Tým                             | Z  | V  | R | P  | VB  | OB  | B  |
| ---- | ------------------------------- | -- | -- | - | -- | --- | --- | -- |
| 1.   | BK VTJ Havlíčkův Brod           | 28 | 20 | 5 | 3  | 182 | 88  | 45 |
| 2.   | VTJ Transporta Chrudim          | 28 | 17 | 4 | 7  | 142 | 89  | 38 |
| 3.   | TJ SC Kolín                     | 28 | 17 | 0 | 11 | 115 | 87  | 34 |
| 4.   | SK Botas Skuteč                 | 28 | 14 | 5 | 9  | 127 | 91  | 33 |
| 5.   | HC Stadion Liberec              | 28 | 14 | 5 | 9  | 118 | 98  | 33 |
| 6.   | TJ Karbo Benátky nad Jizerou    | 28 | 11 | 2 | 15 | 107 | 138 | 24 |
| 7.   | TJ Bižuterie Jablonec nad Nisou | 28 | 4  | 1 | 23 | 79  | 168 | 9  |
| 8.   | TJ Slavoj Velké Popovice        | 28 | 4  | 0 | 24 | 58  | 169 | 8  |

### Skupina D
| Poř. | Tým                           | Z  | V  | R | P  | VB  | OB  | B  |
| ---- | ----------------------------- | -- | -- | - | -- | --- | --- | -- |
| 1.   | TJ Žďas Žďár nad Sázavou      | 28 | 15 | 5 | 8  | 105 | 90  | 35 |
| 2.   | TJ Prostějov                  | 28 | 15 | 5 | 8  | 98  | 86  | 35 |
| 3.   | SK Horácká Slavia Třebíč      | 28 | 14 | 3 | 11 | 118 | 81  | 31 |
| 4.   | SK Jihlava                    | 28 | 11 | 7 | 10 | 121 | 113 | 29 |
| 5.   | HC Strojsvit Krnov            | 28 | 12 | 3 | 13 | 90  | 110 | 27 |
| 6.   | TJ Slezan Frýdek-Místek       | 28 | 10 | 6 | 12 | 95  | 111 | 26 |
| 7.   | VTJ VVŠ PV Vyškov             | 28 | 9  | 3 | 16 | 84  | 102 | 21 |
| 8.   | HC Lokomotiva Meochema Přerov | 28 | 8  | 4 | 16 | 72  | 90  | 20 |

Týmy TJ Slovan Ústí nad Labem, KLH VT VTJ Chomutov, TJ Lokomotiva VčS Beroun, TJ ZVVZ Milevsko, BK VTJ Havlíčkův Brod, VTJ Transporta Chrudim, TJ Žďas Žďár nad Sázavou a TJ Prostějov postoupily do kvalifikace o 1. ligu. V ní uspěly týmy TJ Slovan Ústí nad Labem, TJ Lokomotiva VčS Beroun, BK VTJ Havlíčkův Brod a TJ Prostějov a postoupily tak do dalšího ročníku 1. ligy. Nahradily je sestupující týmy TJ Autoškoda Mladá Boleslav a TJ Baník ČSA Karviná.
Týmy I. ČLTK Praha, HC ČKD Slaný, VTJ TJ ZS Klatovy, TJ Bižuterie Jablonec nad Nisou, TJ Slavoj Velké Popovice a HC Lokomotiva Meochema Přerov sestoupily do krajských přeborů. Nahradily je vítězové všech krajských přeborů a to týmy: TJ Bohemians Praha, HC Benešov, HC Strakonice, HC Stadion Mariánské Lázně, TJ Slovan Děčín, TJ CHS Chotěboř, HC TJ Šternberk a IHC VŠ Brno.
Po skončení soutěže prodala licenci na 2. ligu VTJ VVŠ PV Vyškov do HC Haná VTJ Kroměříž.